# Santos López
José Santos López (1914 -1965) foi guerrilheiro e revolucionário nicaraguense.
Santos López era combatente do Exército Defensor da Soberania Nacional (EDSN) organizado por Augusto César Sandino para lutar contra as tropas estadunidenses que intervieram na Nicarágua. Fazia parte de um grupo de jovens que era conhecido, devido a idade de seus integrantes, como  "Coro de Ángeles". Atingiu a patente de Coronel, sendo lugar-tenente do General Sandino e membro do Estado-Maior do EDSN. Junto com Carlos Fonseca, Silvio Mayorga, Tomás Borge, entre outros, participou da fundação da Frente Sandinista de Libertação Nacional (FSLN).
Em 29 de fevereiro de 1984, a Junta de Governo de Reconstrução Nacional nomeou Santos López como Herói Nacional da Nicarágua.